# Barania priehyba
Barania priehyba ( polsky Wyżnia Barania Ławka je sedlo mezi Vyšnou Baraňou Strážnicou (téměř při jejím vrcholu) a nižším severozápadním vrcholem Baraních rohov ve Vysokých Tatrách. Její severovýchodní srázy spadají do Baranej kotliny - horního patra Velké Zmrzlé doliny a na jihovýchodě do Malé Studené doliny. 

## Název
Vyplývá ze sousedství s ostatními útvary souvisejícími s Baraními rohy. 

## Turistika
Barania priehyba není pro turisty přístupná.

## Prvovýstup
- V létě: Poláci Józef Stolarczyk, Ambroży Reformat (Tomasz Trausyl), Wojciech Gąsienica Kościelny, Wojciech Slimak, Szymon Tatar st. a Jędrzej Wala st. před 17. zářím 1867
- V zimě: Poláci Adam Karpiński a Konstanty Narkiewicz-Jodko, 5. května 1928